# Zweden
Zweden, officieel het Koninkrijk Zweden (Zweeds: Konungariket Sverige) is een Scandinavisch land in Noord-Europa. Zweden grenst aan Noorwegen in het westen en noorden, aan Finland in het noorden en oosten, aan de Botnische Golf en Oostzee in het noorden, midden en zuidoosten en verder aan het Skagerrak en het Kattegat in het zuidwesten. Sinds 2000 toen de Oresundbrug werd geopend is er ook een directe verbinding met Denemarken. In de Oostzee liggen de eilanden Öland en Gotland die ook tot Zweden behoren. De hoofdstad en tevens grootste stad is Stockholm.
Het land heeft een oppervlakte van 450.295 km² en 10.202.491 (2020) inwoners. Met een bevolkingsdichtheid van 22,7/km² (2020) is Zweden het op vier na dunstbevolkte land in Europa (na Noorwegen, Finland, Kazachstan en IJsland). Het is ongeveer elf keer groter in landoppervlakte dan Nederland (dat bijna 8 miljoen inwoners meer heeft) en ongeveer vijftien keer groter dan België (dat meer dan 1 miljoen inwoners meer heeft). Met 82% vormen de Zweden de grootste bevolkingsgroep van het land.
De staat Zweden is ontstaan in de Middeleeuwen en groeide in de Vroegmoderne Tijd uit tot grootmacht, die onder meer delen van de huidige Baltische staten, Finland en het Heilige Roomse Rijk omvatte. In de 18e, 19e en aan het begin van de 20e eeuw werd veel grondgebied verloren. Sinds 1814, toen het land Noorwegen annexeerde en hiermee vervolgens bijna een eeuw lang een personele unie vormde, is Zweden niet meer in oorlog geweest.
Het huidige Zweden is een constitutionele monarchie en een van de rijkste, welvarendste en meest ontwikkelde landen ter wereld. Zweden staat achtste (2018) in de Index van de menselijke ontwikkeling van de Verenigde Naties en eindigde in 2008 als eerste in de democratie-index van het blad The Economist. Zweden is aangesloten bij de Noordse Raad en is sinds 1 januari 1995 lid van de Europese Unie en de Verdragen van Schengen. Het valt wel buiten de eurozone, het betaalmiddel is de Zweedse kroon. Zweden heeft twee volksliederen: een burgerlijk volkslied (Du gamla, Du fria) en een koninklijk volkslied (Ur svenska hjärtans djup en gång).

## Geschiedenis
De Zweden zijn een in de Middeleeuwen ontstaan volk, door het samengaan van de Gauten en de Svear. De benaming voor Zweden is afgeleid van die laatste stam.
Na het verval van het tijdperk van de Vikingen vormde Zweden samen met Denemarken en Noorwegen de Unie van Kalmar (Finland was toentertijd een onderdeel van Zweden). Zweden verliet de Unie van Kalmar aan het begin van de 16e eeuw, en verkeerde vele jaren bijna permanent in staat van oorlog met zijn buren. Het overheersende Denemarken kon het verlaten van de Unie door Zweden slecht accepteren. Denemarken verloor echter aan macht en Zweden veroverde Skåne, Blekinge en Halland. Koning Erik XIV was een dromer en een gek. Mogelijk was hij schizofreen. Hij gooide een aantal aristocraten in de gevangenis en stond er op om een aantal van hen persoonlijk te vermoorden. Uiteindelijk belandde hij zelf in de gevangenis. Hij werd opgevolgd door zijn broer en stierf in de gevangenis, volgens alle bronnen vermoord door zijn opvolger.  Daarop volgde een oorlog tussen Zweden en Denemarken.

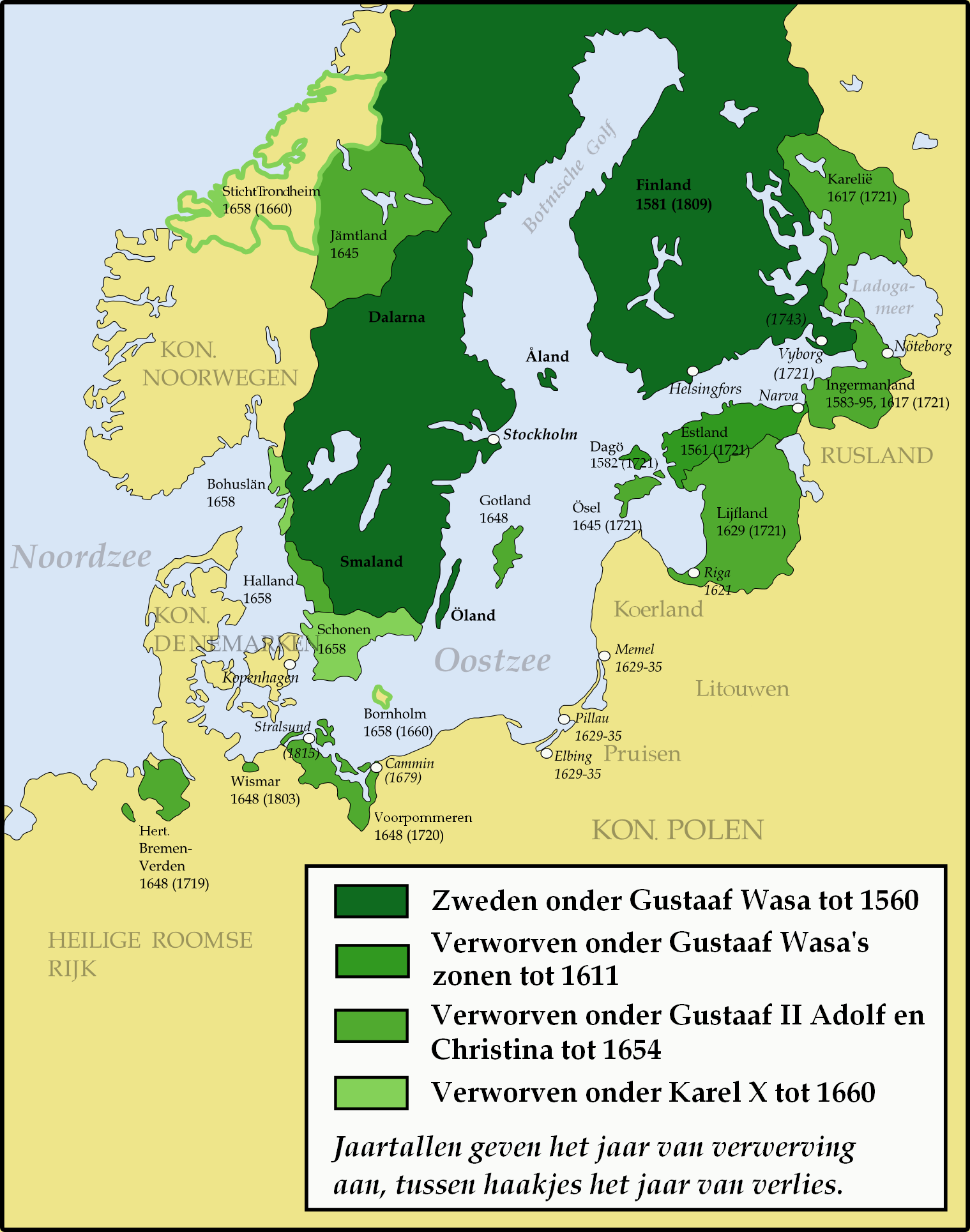
Ontwikkeling van het Zweedse Rijk
(1560-1814)

In de 17e en 18e eeuw kende Zweden zijn Gouden Eeuw en werd het grondgebied met wapengeweld uitgebreid. In die tijd was Zweden twee keer zo groot als nu: het omvatte naast Finland ook grote delen van de Baltische staten en delen van het Heilige Roomse Rijk der Duitse Natie, zoals grote delen van Pommeren, Wismar en Bremen-Verden. Binnen een eeuw gingen deze gebieden weer verloren en Finland ging na een verloren oorlog aan Napoleontische zijde over naar de Russische tsaar. De achterliggende oorzaak hiervan was de Grote Noordse Oorlog (1700-1721).
Dankzij een politiek van strikte neutraliteit is Zweden sinds 1814 niet meer in oorlog geweest. Deze politiek is de reden dat Zweden geen lid was van de NAVO. Toch speelde Zweden in de Tweede Wereldoorlog een dubieuze rol; men leverde ijzererts aan nazi-Duitsland. Ook stond Zweden troepenvervoer toe aan de Duitsers naar Noorwegen voor de invasie van dat land. Ook werd het toegestaan dat Noorse verzetsstrijders in Zweden opgepakt konden worden.
In de 19e en het begin van de 20e eeuw was Zweden een van de armste landen in Europa, met veel werkloosheid en alcoholmisbruik. In deze tijd emigreerde een aanzienlijk deel van de bevolking naar de Verenigde Staten, waar nu nog veel Amerikanen op Zweedse voorouders kunnen wijzen.
Door technische verbeteringen in transport werd het land in staat gesteld om zijn natuurlijke hulpbronnen in verschillende delen van het land goed te gebruiken, vooral hout uit de uitgestrekte bossen en ijzererts uit Kiruna en Malmberget. Dit vormde de basis voor de verzorgingsstaat zoals die zich in het begin van de 20e eeuw langzaam ontwikkelde.
Sinds 19 september 1973 is Carl XVI Gustaf koning van Zweden.
Zweden is sinds 1995 lid van de Europese Unie. 
Op 18 mei 2022 diende Zweden een verzoek in om lid te mogen worden van de NAVO. Op de NAVO-top in Madrid van 28-30 juni werd het land, samen met Finland, verwelkomd als kandidaat-lid van de NAVO. Na lange tijd van verzet tegen het lidmaatschap door Turkije en Hongarije ging eerstgenoemde in juli 2023 akkoord met het lidmaatschap. Het land blokkeerde toetreding lange tijd omdat Zweden niet hard genoeg zou optreden tegen de PKK en Gülenbeweging. Hongarije had uiteindelijk ook geen bezwaar meer. Zweden werd daarop op 7 maart 2024 NAVO-lid. Finland was eerder in 2023 al toegelaten.

## Geografie

### Fysieke kenmerken

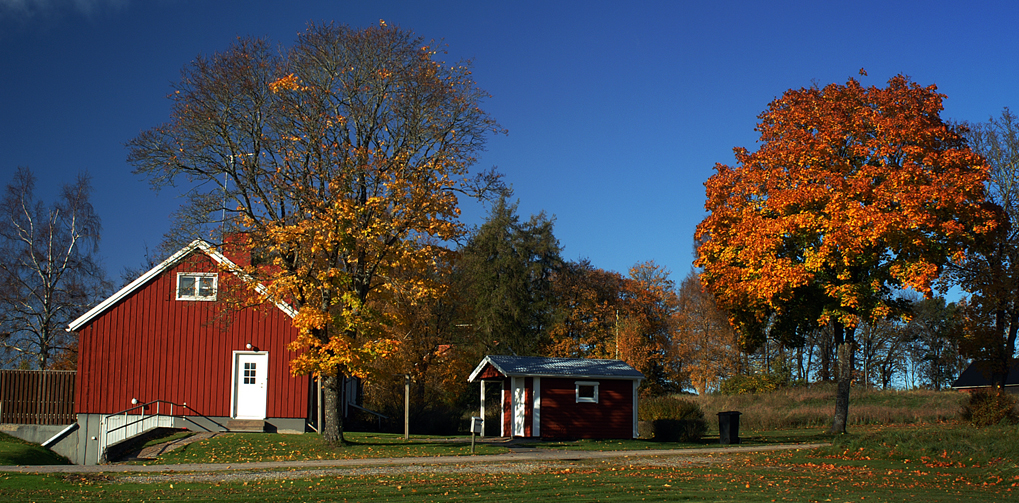
Traditionele Zweedse stuga, huisje, in het kenmerkende Falurood

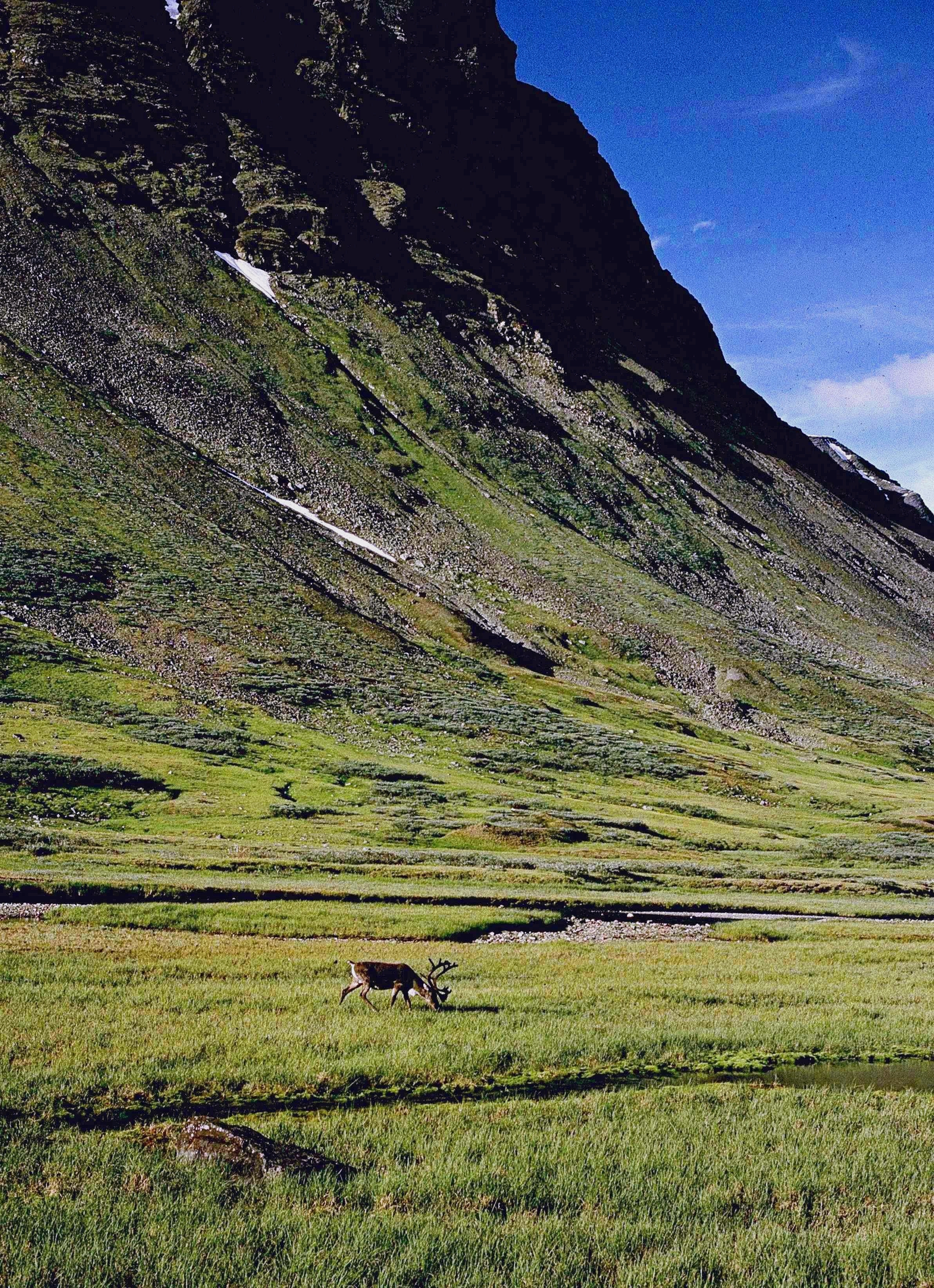
Een rendier in het noordelijke nationaal park Sarek

Zweden is het grootste land van Scandinavië; het is 11 keer zo groot als Nederland en 15 keer zo groot als België. Het land is voor het grootste deel bedekt met uitgestrekte naaldbossen, met name in het noordelijk deel van het land. Het zuidelijk en oostelijk deel is vlak tot glooiend, waarbij de binnenlanden die aan Noorwegen grenzen, steeds meer reliëf vertonen en in het Scandinavisch Hoogland overgaan. Het hoogste punt van Zweden is de Kebnekaise met 2114 m.
Het land is bezaaid met meren, circa 96.000. De twee grootste liggen in het zuiden: het Vättermeer (Zweeds Vättern) en het Vänermeer (Zweeds Vänern), het grootste meer van Zweden. De langste rivier van Zweden is de Klarälven. Enkele grote eilanden zijn Gotland, Öland, Orust, Hisingen en Värmdön.
Cultureel, geografisch en historisch wordt Zweden opgedeeld in drie landsdelen, die op hun beurt in 25 zogeheten landschappen zijn onderverdeeld: Norrland, met de landschappen Ångermanland, Gästrikland, Hälsingland, Härjedalen, Jämtland, Lapland, Medelpad, Norrbotten en Västerbotten; Svealand met de landschappen Dalarna, Närke, Södermanland, Uppland, Värmland en Västmanland; Götaland, met de landschappen Blekinge, Bohuslän, Dalsland, Gotland, Halland, Öland, Östergötland, Skåne, Småland en Västergötland.

### Natuur

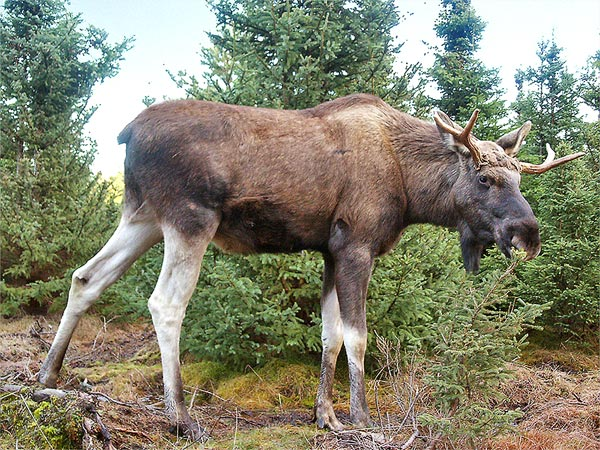
Een eland in het elandenpark Grönåsen

Zweden kent nog grote oppervlakten aan ongerept natuurgebied. Deze liggen met name in het noorden van het land en in het berggebied aan de grens met Noorwegen. Bossen bedekken een groot deel van het land, maar het merendeel hiervan is productiebos dat relatief soortenarm is. Het bosgebied in het noorden en de berggebieden bestaat grotendeels uit naaldbossen. Het uiterste noorden gaat over in toendra met schaarse boomgroei. Verder naar het zuiden en richting de Oostzee komt steeds meer gemengd loofbos voor, bestaande uit beuken, eiken, berken en dergelijke. Hier komt de natuur veel overeen met die van West- en Midden-Europa.
In de Zweedse natuur komen nog gezonde populaties voor van grote zoogdieren zoals elanden, beren en lynxen. In sommige streken zijn er nog wolven en veelvraten, maar die zijn veel zeldzamer.
De natuur wordt in Zweden door de overheid beschermd door middel van natuurreservaten en nationale parken. De natuurreservaten vallen onder de verantwoordelijkheid van het länsbestuur, terwijl de nationale parken een aangelegenheid van de centrale rijksoverheid zijn. Het allemansrecht is wettelijk vastgesteld: men mag particuliere grond betreden om van de vrije natuur te genieten.
Het noordwesten van Zweden maakt deel uit van Lapland of Sápmi, het uitgestrekte woongebied van de Saami, die de oorspronkelijke bewoners van Noord-Scandinavië zijn en die traditioneel rendierhoeders waren. In Noord-Zweden zijn natuurverschijnselen als de middernachtzon en het noorderlicht waarneembaar.

### Klimaat

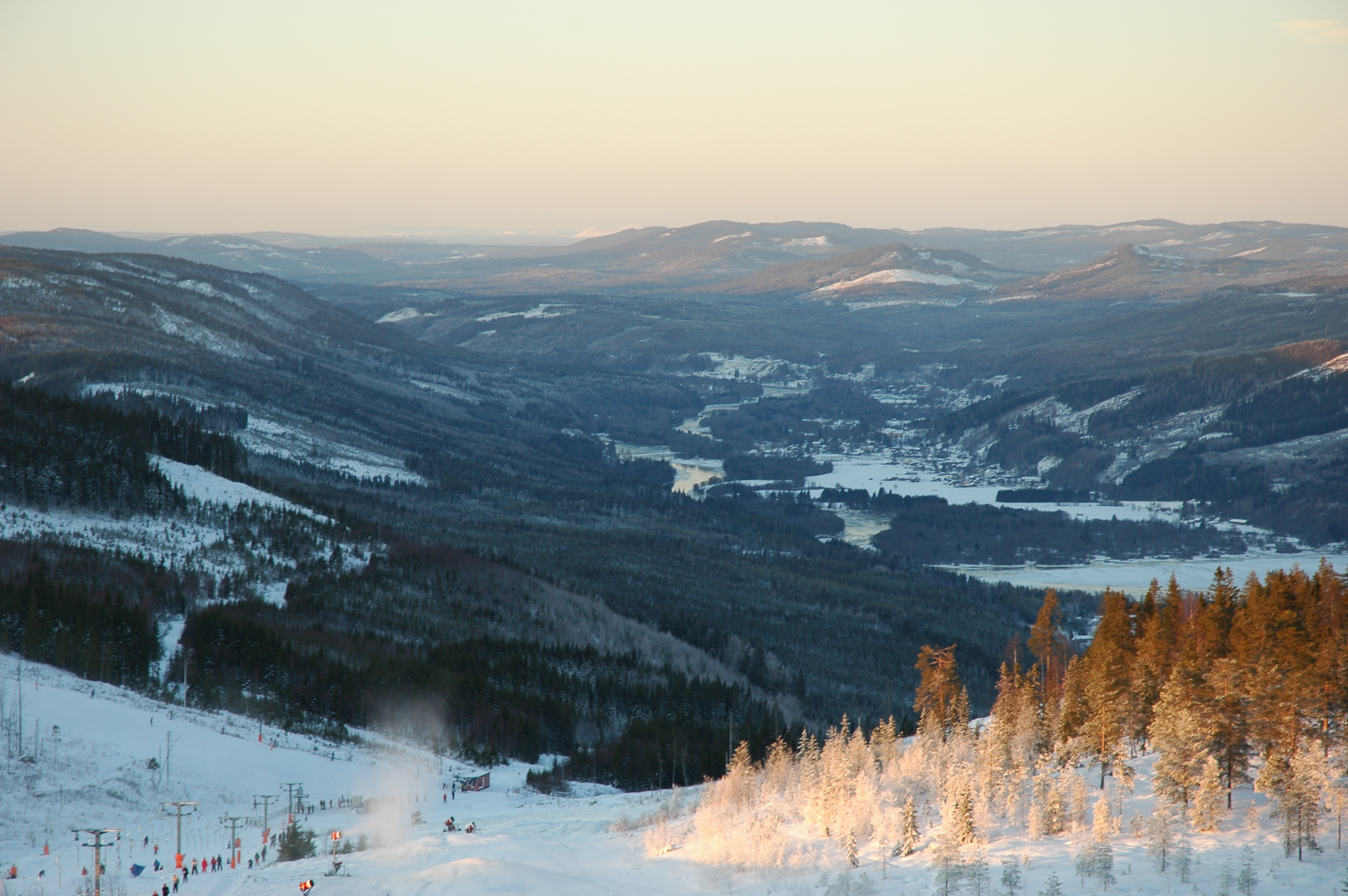
Een karakteristiek Zweeds winterlandschap: sneeuw, heuvels, meren en naaldbossen

Zuidwest-Zweden kent een gematigd zeeklimaat dat in oostelijke en noordelijke richting geleidelijk overgaat in een landklimaat. De gemiddelde temperaturen zijn in de zuidelijke helft van Zweden niet of nauwelijks lager dan in Nederland. Wel zet het koude seizoen eerder in (september/oktober) en eindigt het later (april/mei) dan in de Benelux gebruikelijk is. Het warme seizoen (mei-september) kent daarentegen meer zonneschijn door langere dagen, stabielere temperaturen en een geringe luchtvochtigheid. In de zomer zijn er vaak lange en warme periodes met gemiddelden tussen 25 en 30 graden Celsius. De gemiddelde jaarlijkse neerslag is in grote delen van Zweden betrekkelijk laag (ca. 500 – 600 mm) als gevolg van de regenschaduw van het Scandinavisch Hoogland. De westkust is hier een uitzondering op, waar gemiddeld meer regen valt (ca. 700 – 1000 mm). Net als in de Benelux heeft de Noordzee hier meer grip op het klimaat.
In de hoger gelegen gebieden van het uiterste noorden heerst een poolklimaat met veel sneeuw en regen en vaak extreem lage wintertemperaturen.

### Belangrijke steden
De inwoners wonen vooral in het zuidelijk deel van Zweden; daar bevinden zich de drie grootste steden: de hoofdstad Stockholm aan de oostkust, de havenstad Göteborg aan de westkust en industriestad Malmö in het uiterste zuiden van het land. Meer dan een derde van de Zweden woont in de metropoolregio's van deze drie steden.
Andere noemenswaardige steden zijn de universiteitssteden Lund en Uppsala, de middelgrote provinciehoofdsteden Gävle, Karlstad, Örebro, Västerås, Växjö en Umeå (tevens de grootste stad van Norrland) en Visby, middeleeuwse Hanzestad op Gotland, thans toeristische trekpleister.

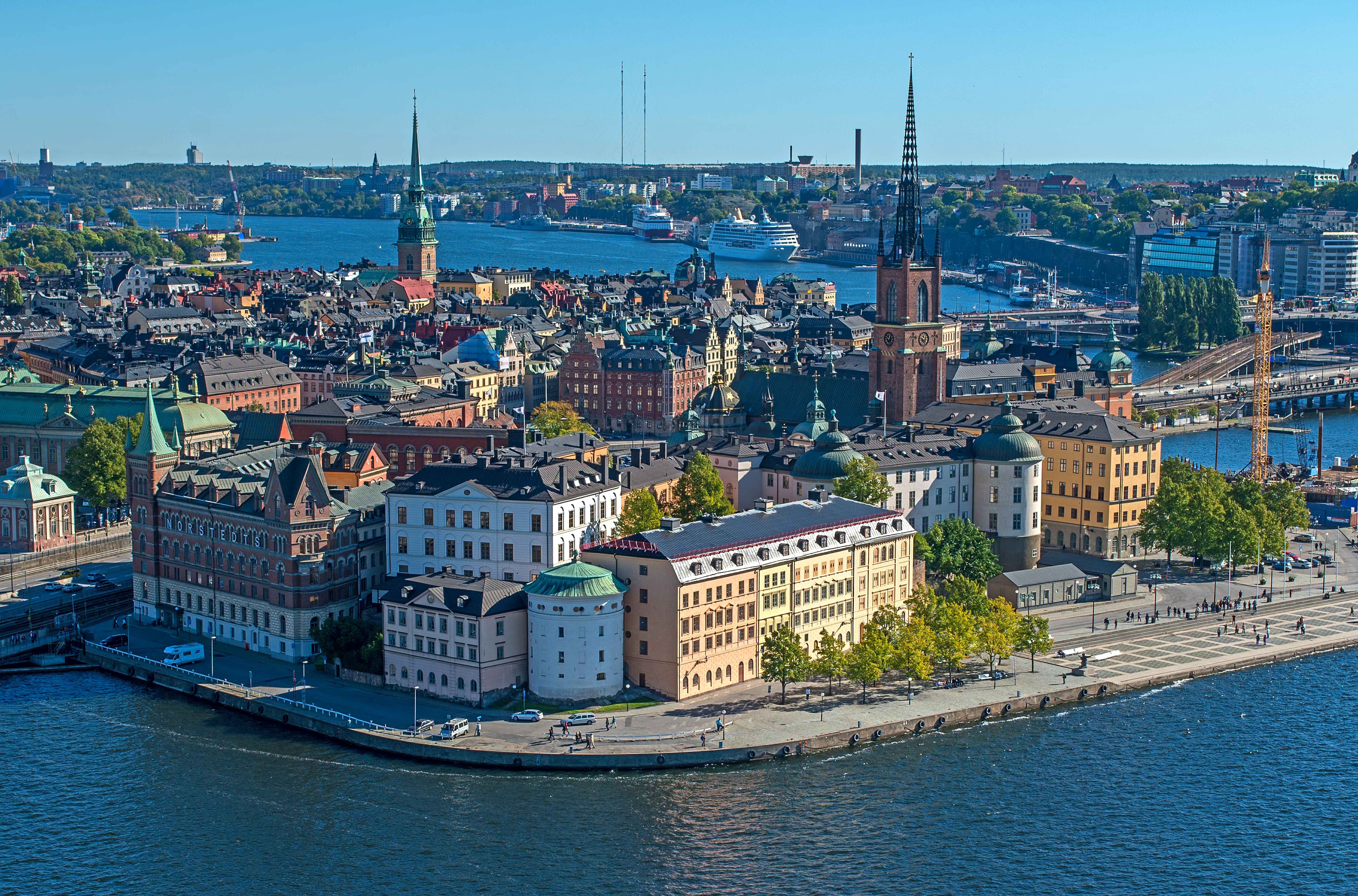
Stockholm
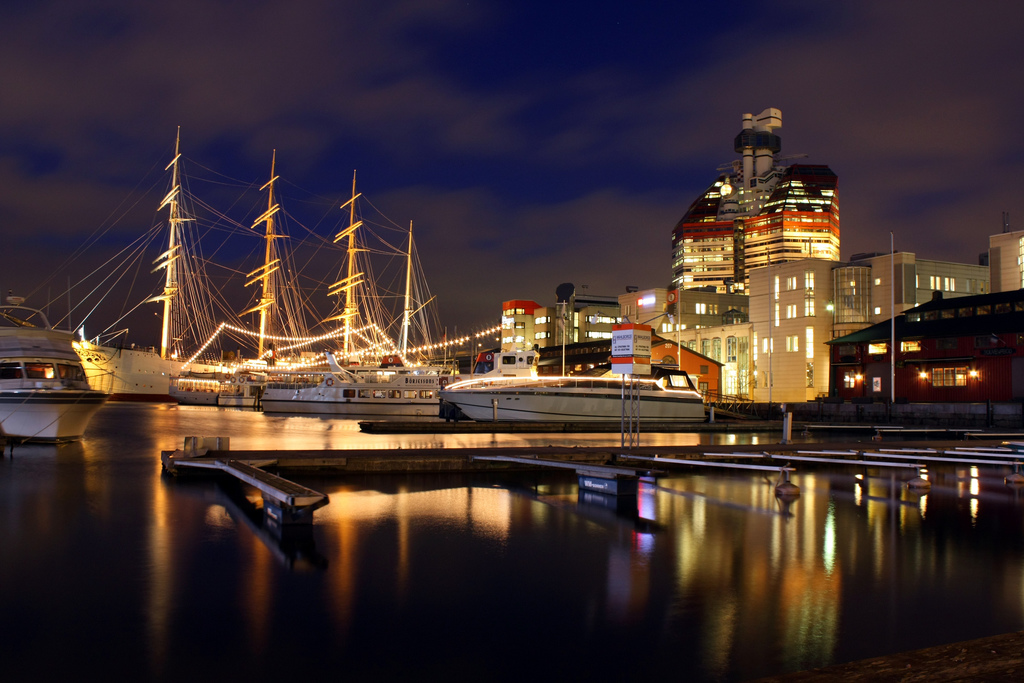
Göteborg
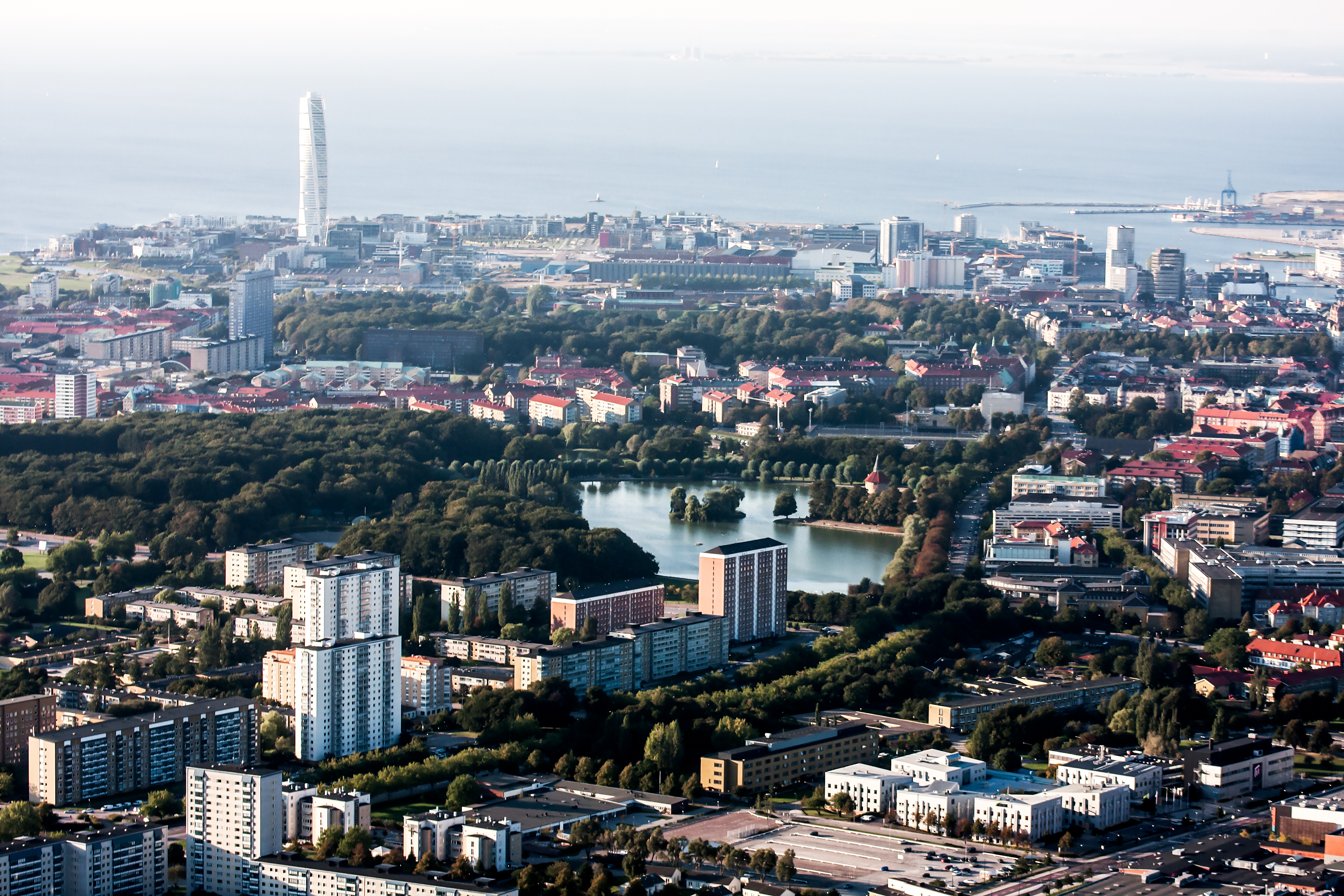
Malmö
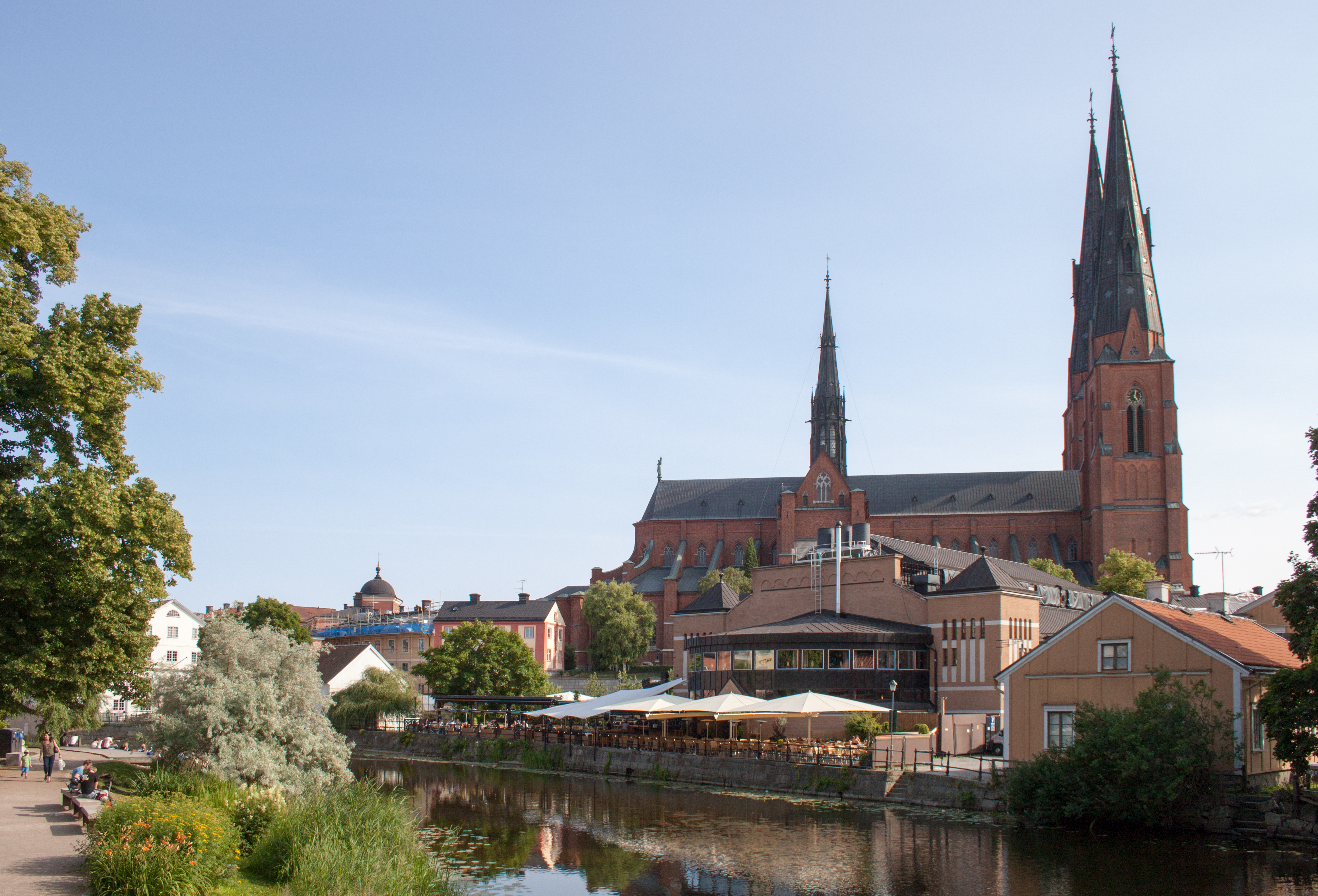
Uppsala
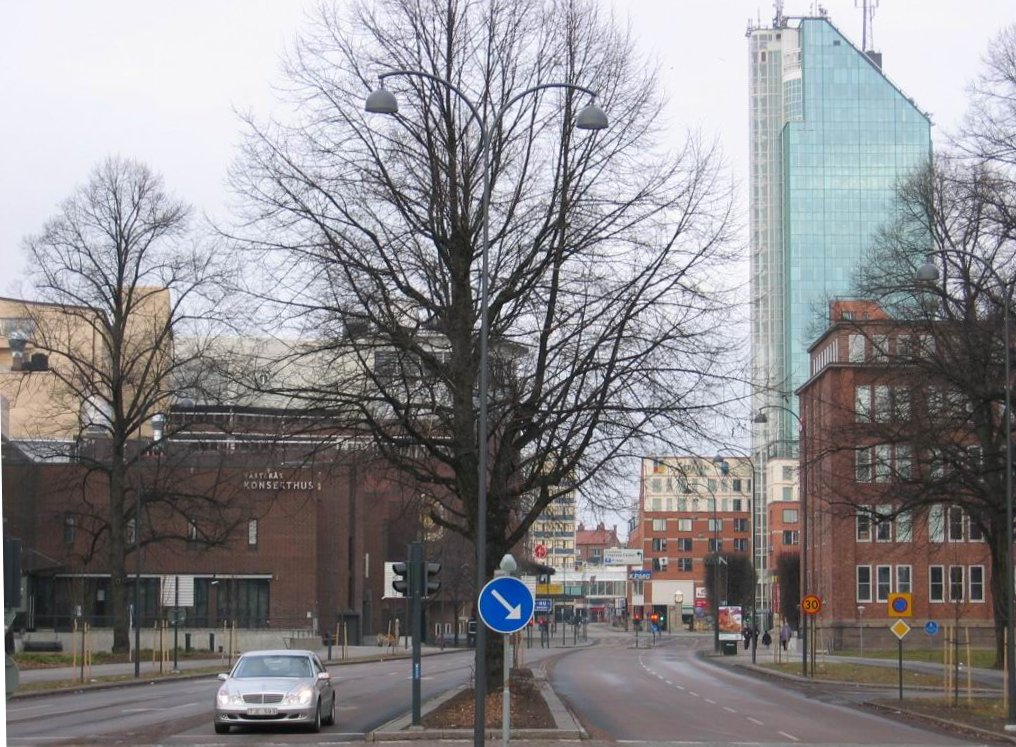
Västerås

## Demografie

### Bevolkingssamenstelling

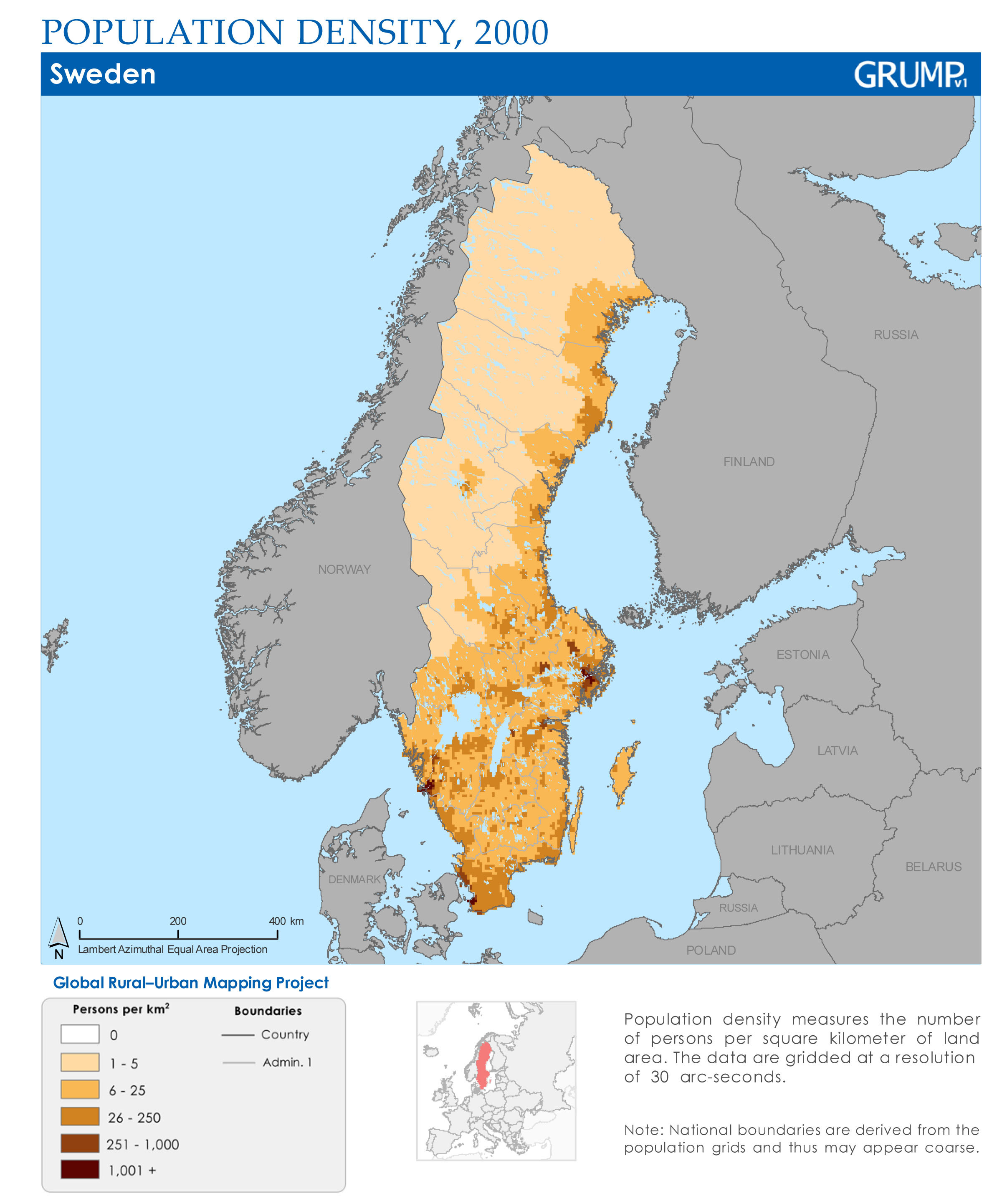
Bevolkingsdichtheid in inwoners per vierkante kilometer (2000).

Tussen 1820 en 1930 emigreerden ongeveer 1,3 miljoen Zweden, toentertijd een derde van de bevolking, naar Noord-Amerika. Tegenwoordig zijn er 4,4 miljoen Amerikanen en 330.000 Canadezen die van Zweedse afkomst zijn.
Er zijn geen officiële statistieken die de etniciteit van de Zweedse bevolking noteren. Volgens een schatting uit 2011 waren er 1.858.000 (19,6%) Zweden van buitenlandse afkomst, dat wil zeggen dat één of hun beide ouders buiten Zweden geboren zijn.
Zweden heeft 10.202.491 (2020) inwoners en een bevolkingsdichtheid van 22,7/km² (2020). Veel van hen zijn Zweden, en verder wonen er al lange tijd Samen, Noren en Finnen in het land. Sinds de jaren zestig komen er ook mensen uit alle delen van de wereld, voornamelijk uit het voormalige Joegoslavië, uit Iran, Irak, Syrië, Chili, Turkije, Polen, Hongarije en Argentinië en in mindere mate uit Somalië en Marokko.

### Taal
De Vikingen spraken een gemeenschappelijke Germaanse taal, Oudnoords of Norrön. Tegenwoordig is er duidelijk onderscheid tussen het Deens, Noors en het Zweeds.
Zweeds is pas in 2009 formeel tot de officiële taal van het land gemaakt, hoewel dit uiteraard de facto al veel langer het geval was. Erkende minderheidstalen zijn het Samisch, het Meänkieli, het Fins, het Jiddisch en het Roma.
Uit een in 2005 uitgevoerde enquête van de Eurobarometer bleek dat 89% van de Zweedse bevolking Engels toen kon praten en verstaan.

### Religie
| Zweedse Kerk | Zweedse Kerk | Zweedse Kerk | Zweedse Kerk |
| Jaar         | Bevolking    | Leden        | Percentage   |
| ------------ | ------------ | ------------ | ------------ |
| 1972         | 8.146.000    | 7.754.784    | 95,2         |
| 1980         | 8.278.000    | 7.690.636    | 92,9         |
| 1990         | 8.573.000    | 7.630.350    | 89,0         |
| 2000         | 8.880.000    | 7.360.825    | 82,9         |
| 2005         | 9.048.000    | 6.967.498    | 77,0         |
| 2006         | 9.119.000    | 6.893.901    | 75,6         |
| 2007         | 9.179.000    | 6.820.161    | 74,3         |
| 2008         | 9.262.000    | 6.751.952    | 72,9         |
| 2009         | 9.340.000    | 6.664.064    | 71,3         |
| 2010         | 9.415.000    | 6.589.769    | 70,0         |
| 2011         | 9.482.000    | 6.519.889    | 68,8         |
| 2012         | 9.556.000    | 6.446.729    | 67,5         |
| 2013         | 9.645.000    | 6.357.508    | 65,9         |
| 2014         | 9.747.000    | 6.292.264    | 64,6         |
| 2015         | 9.850.000    | 6.225.091    | 63,2         |
| 2016         | 9.995.000    | 6.109.546    | 61,2         |
| 2017         | 10.120.000   | 5.993.368    | 59,3         |
| 2018         | 10.230.000   | 5.899.242    | 57,7         |
| 2019         | 10.328.000   | 5.817.634    | 56,4         |
| 2020         | 10.379.000   | 5.728.746    | 55,2         |
| 2021         | 10.452.000   | 5.633.867    | 53,9         |
| 2022         | 10.522.000   | 5.563.351    | 52,8         |

Rond het jaar 1000 werd het Zweedse volk gekerstend. De Rooms-Katholieke Kerk vestigde een aartsbisdom in Uppsala en zes bisdommen elders (1164). Bekende heiligen zijn de 12e-eeuwse Erik de Heilige en de 14e-eeuwse mystica Birgitta van Zweden. De Rijksdag te Västerås brak in 1527 de contacten met Rome af. Het episcopaat ging over naar het lutheranisme, maar hield vast aan de apostolische successie. Liturgie, ambtskleding en kerkorde bleven vrijwel ongewijzigd.

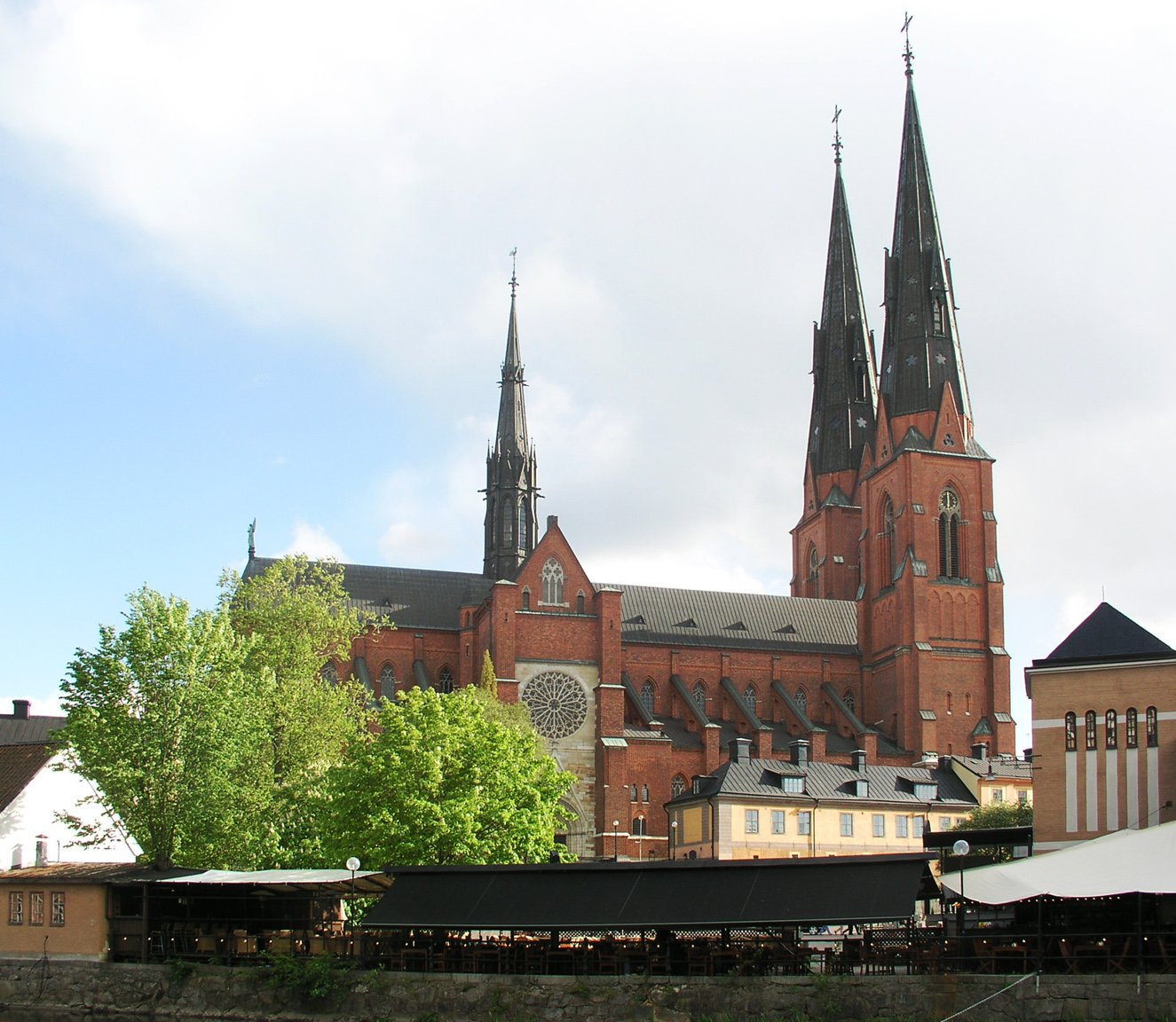
In de kathedraal van Uppsala zetelt de primaat van de Zweedse Kerk

Tot 1781 bleef de katholieke Kerk in Zweden strikt verboden. Vanaf 1783 benoemde de paus er apostolisch vicarissen. Het apostolisch vicariaat werd in 1953 verheven tot bisdom.
De overheersende godsdienst is tegenwoordig de evangelisch-lutherse Zweedse Kerk. Andere christenen zijn katholieken, orthodox-christenen en baptisten. Daarnaast kent Zweden kleine groepen moslims, joden en boeddhisten. Sommige Samen praktiseren het animisme.
In 1952 werd de status van de Zweedse Kerk als staatskerk opgeheven en volledige godsdienstvrijheid ingevoerd. Sinds 2000 zijn Zweden bij hun geboorte niet meer automatisch lid van de staatskerk.
Zweden kent sinds het einde van de 20e eeuw een zekere ontkerstening, waardoor een groeiende groep mensen officieel geen godsdienst aanhangt. Minder dan 4% van de leden van de Kerk bezocht in een gemiddelde week een kerkdienst, en ongeveer 2% van de leden kan als regelmatige kerkganger beschouwd worden. In 2022 was 52,8% van de bevolking lid van de Zweedse Kerk.
In 2021 werd ongeveer 35,2% van de baby's gedoopt in de Zweedse Kerk. Hoewel de meerderheid van de Zweedse bevolking dus nog wel gedoopt is, wordt het percentage van atheïsten in Zweden in diverse onderzoeken geschat tussen 46% en 85%. Daartegenover staat dat het aantal kerkelijke huwelijken toeneemt en dat 80% van de volwassenen kerkbelasting aan de Zweedse Kerk betaalt.

## Politiek

### Staatsinrichting

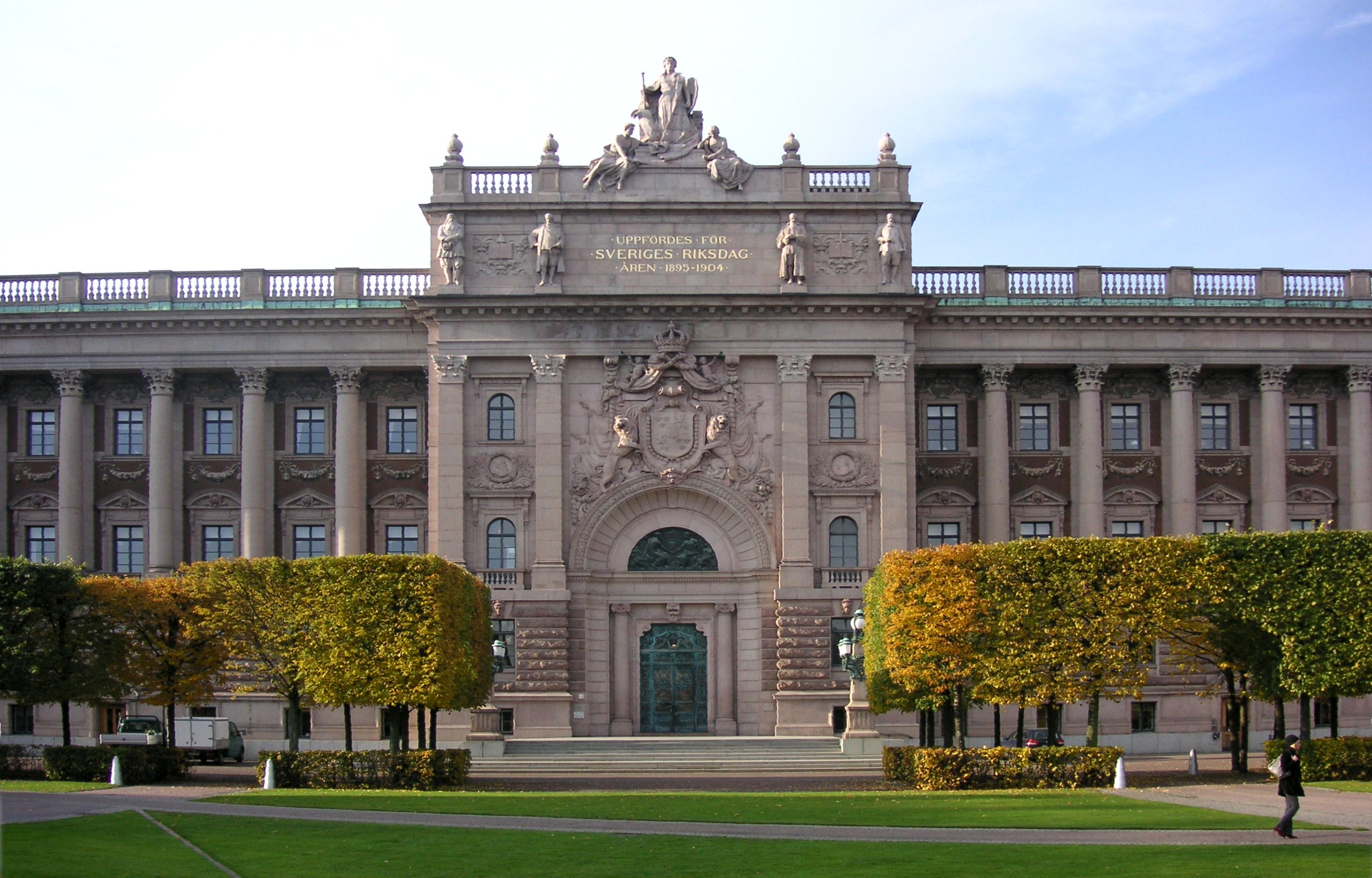
Het parlementsgebouw in Stockholm. Hier vergadert de Rijksdag.

Zweden is een constitutionele en parlementaire monarchie en democratie. De constitutie bestaat uit vier grondwettelijke documenten:
1. de eigenlijke grondwet, Regeringsformen, van kracht sinds 1975, waarin zijn vastgelegd de rechten en vrijheden van staatsburgers en de organisatie van de staat;
2. de wet op de troonopvolging, Successionsordningen uit 1810, laatstelijk gewijzigd in 1979 om vrouwelijke opvolging mogelijk te maken;
3. de wet op de persvrijheid, Tryckfrihetsförordningen uit 1766, die naast de vrijheid van drukpers ook de vrije toegang tot overheidsdocumenten regelt;
4. de grondwet op de vrijheid van meningsuiting, Yttrandefrihetsgrundlag. Deze grondwet uit 1992 vormt een aanvulling op de wet op de persvrijheid.

In Zweden kent men een ceremonieel koningschap. Het staatshoofd is geen lid van de regering. De functie is louter ceremonieel; zo worden bijvoorbeeld internationale verdragen niet ondertekend namens het staatshoofd maar namens de regering, in tegenstelling tot bij alle andere leden van de EU. Sinds 19 september 1973 is koning Karel XVI Gustaaf van Zweden staatshoofd. Hij zal te zijner tijd worden opgevolgd door prinses Victoria Ingrid Alice Desiree (geboren 14 juli 1977).
De premier, in Zweden staatsminister genoemd, wordt gekozen door het parlement. Hij of zij benoemt de ministers, die in Zweden staatsraden heten. Sinds 2022 is Ulf Kristersson regeringsleider, als opvolger van Magdalena Andersson, die tussen 2021 en 2022 de eerste vrouwelijke premier van Zweden was.
Het Zweedse parlement, de Rijksdag, bestaat uit één kamer. Deze telt 349 leden. 310 hiervan worden gekozen in 28 districten, waarna er uiteraard een "minder proportionele verdeling" kan optreden. Om dat effect tegen te gaan worden de overgebleven 39 zetels volgens nationale proporties (zoals in Nederland met alle 150 gebeurt) verdeeld, zodat de uiteindelijke samenstelling van het parlement het werkelijke kiesgedrag weerspiegelt. Voor kleine partijen is er echter een drempel: men moet ten minste 4% van de totale stemmen hebben als partij om in aanmerking te komen voor de 39 proportioneel verdeelde zetels. Ook kan men sinds 1998 makkelijker voorkeurstemmen uitbrengen. Men wordt met voorkeurstemmen gekozen als men ten minste 8% van het totale aantal stemmen behaalt dat de partij in totaliteit behaalde. 26% van de Zweden bracht in 2002 een voorkeurstem uit, en uiteindelijk kwamen daardoor 10 van de 349 leden met voorkeurstemmen in de Rijksdag.

### Politieke partijen

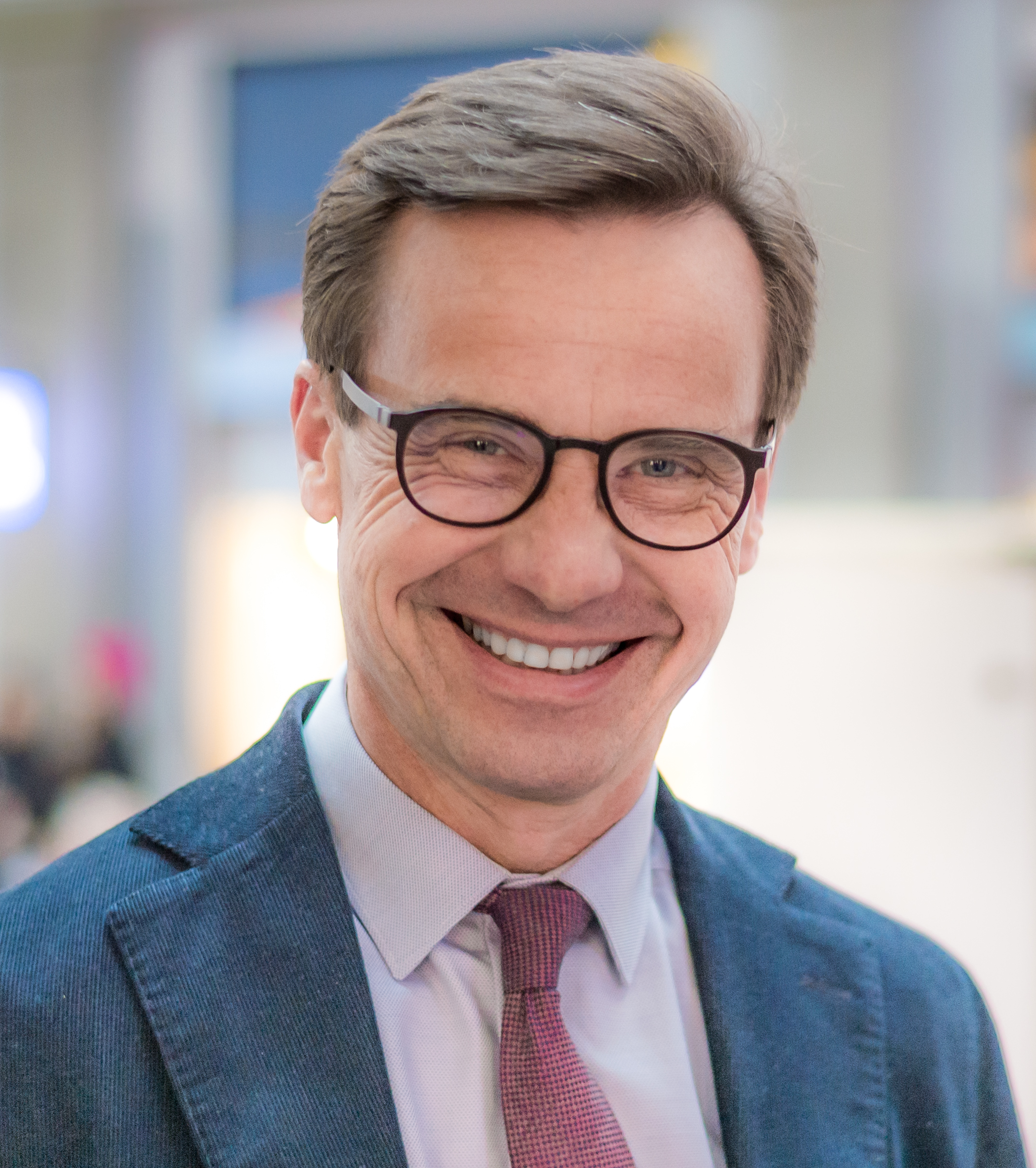
De Zweedse premier Ulf Kristersson

De Zweedse politiek wordt gekenmerkt door een sterk sociaal karakter gecombineerd met een sterke nationale drang tot het scheppen van gelijke kansen voor ieder individu. Het land staat meestal zeer hoog genoteerd in de index van de menselijke ontwikkeling van de Verenigde Naties.
Ook de links/rechts-opdeling speelt vanouds een belangrijke rol. In het verleden heeft de arbeidersbeweging zich dan ook georganiseerd en is er een sociaaldemocratische partij, de Socialdemokraterna, ontstaan. Deze partij is vanaf 1930 tot midden jaren zeventig aan de macht geweest, wat overigens niet betekent dat ze altijd een meerderheid had. Ze hebben vaak minderheidsregeringen gevormd met bijvoorbeeld de steun van de kleinere linkse partijen Vänsterpartiet en Miljöpartiet. De links-rechtsscheiding is weerspiegeld in de belangrijke rol voor de partijblokken: de Rödgröna-coalitie op links en de Allians för Sverige op rechts. Zweden kent tevens een populistisch-rechtse partij, Sverigedemokraterna, die in 2010 voor het eerst de kiesdrempel van 4% wist te halen en sindsdien in de Rijksdag vertegenwoordigd is. Aanvankelijk werd een cordon sanitaire door andere partijen ingesteld, maar in aanloop van de Zweedse parlementsverkiezing van 2022 vormde de partij een blok met de andere rechtse partijen. Sverigedemokraterna werd na de verkiezingen de grootste rechtse partij en steunt de huidige minderheidsregering van het kabinet-Kristersson.
De uitslag van de laatste parlementsverkiezingen:
|        |                       |                 |           |        |                |     |
| Partij | Partij                | Partij          | Stemmen   | %      | Zetels         | +/– |
|        | Socialdemokraterna    | S               | 1.955.972 | 30,35% | 107 / 349(31%) | 7   |
|        | Sverigedemokraterna   | SD              | 1.322.774 | 20,52% | 73 / 349(21%)  | 11  |
|        | Moderaterna           | M               | 1.231.109 | 19,10% | 68 / 349(19%)  | −2  |
|        | Vänsterpartiet        | V               | 434.410   | 6,74%  | 24 / 349(7%)   | −4  |
|        | Centerpartiet         | C               | 433.257   | 6,72%  | 24 / 349(7%)   | −7  |
|        | Kristdemokraterna     | KD              | 344.025   | 5,34%  | 19 / 349(5%)   | −3  |
|        | Miljöpartiet de Gröna | MP              | 328.362   | 5,09%  | 18 / 349(5%)   | 2   |
|        | Liberalerna           | L               | 297.566   | 4,62%  | 16 / 349(5%)   | −4  |
|        | Andere partijen       | Andere partijen | 97.823    | 1,52%  | 0 / 349(0%)    | 0   |

### Bestuurlijke indeling
Zweden kent 21 provincies (län):
Blekinge, Dalarna, Gävleborg, Gotland, Halland, Jämtland, Jönköping, Kalmar, Kronoberg, Norrbotten, Örebro, Östergötland, Skåne, Södermanland, Stockholm, Uppsala, Värmland, Västerbotten, Västernorrland, Västmanland en Västra Götaland. In iedere provincie is er een vertegenwoordiging van de Staat (länsstyrelse) met een gouverneur aan het hoofd (landshövding).
Voor het lokale en regionale zelfbestuur is Zweden ingedeeld in 20 provincieraden (landsting) en 290 gemeenten (kommuner). De gemeente Gotland oefent tevens de bevoegdheden van een provincieraad uit. Het volksvertegenwoordigende orgaan in de provincieraden en gemeenten wordt landstingsfullmäktige respectievelijk kommunfullmäktige genoemd. Het uitvoerende orgaan wordt landstingsstyrelse respectievelijk kommunstyrelse genoemd.

## Cultuur

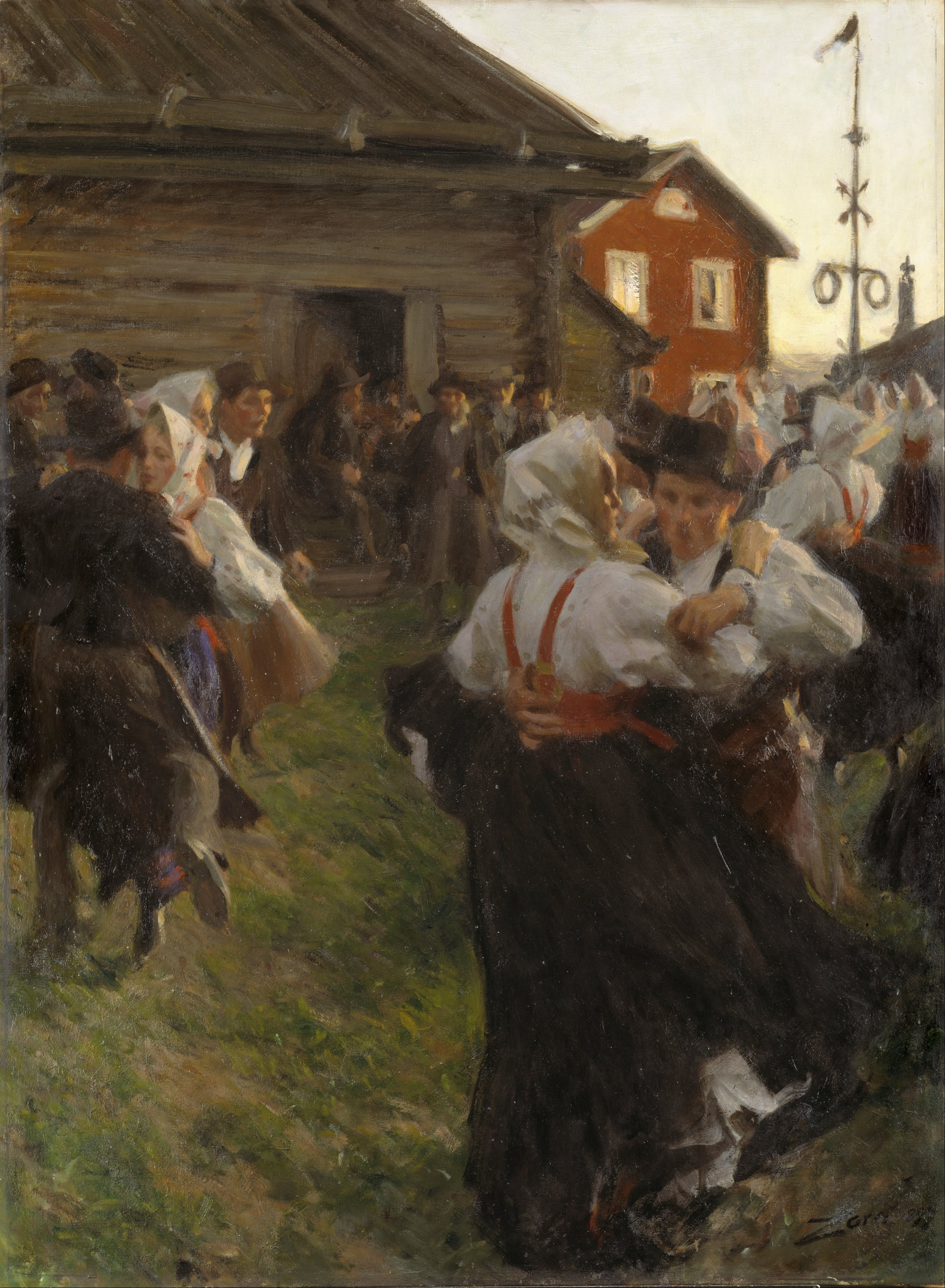
Midzomerdans (1897) van Anders Zorn verbeeldt een plattelandsdans tijdens het midzomerfeest

De Zweedse cultuur wordt meestal onder de Scandinavische culturen gevat. Terwijl de Scandinavische landen cultureel veel met elkaar gemeen hebben zijn er ook verschillen. Cultuuraspecten met wortels in Zweden worden niet per definitie "Zweeds" genoemd, daarentegen worden 'geïmporteerde' cultuuraspecten soms wel als Zweeds ervaren - ook door de Zweden zelf. Het is daardoor onontkoombaar dat het begrip "Zweedse cultuur" niet goed af te bakenen valt, en op alles betrekking heeft dat over het algemeen als Zweeds ervaren wordt.
De Zweedse taal is een belangrijke cultuurdrager, ook enkele typische Zweedse tradities zoals midzomer en zogenaamde kräftskivor moeten zeker onder de Zweedse cultuur worden gevat.

### Tradities en feestdagen
Naast de traditionele christelijke feest- en gedenkdagen kent Zweden ook enkele eigen feestdagen, die vaak op heidense en seizoensgebonden thema's zijn gebaseerd. Op 30 april vieren Zweden Walpurgisnacht (Valborg) en worden grote vreugdevuren ontstoken. In juni wordt met het midzomerfeest de zonnewende gevierd. Het Luciafeest op 13 december is een lichtfeest dat het begin van de kerstperiode markeert.
Andere feestdagen zijn van recentere datum. Zo worden in augustus massaal kreeftenfeestjes georganiseerd, tuinfeestjes waarop rivierkreeften worden gegeten. Deze feestjes markeerden oorspronkelijk het ingaan van de wettelijk toegestane periode voor de kreeftvangst. Hoewel deze wet inmiddels is aangepast en de meeste kreeft geïmporteerd wordt aangevoerd is het kreeftenfeest een terugkerende traditie. De datum van 4 oktober geldt officieus als kanelbullens dag, wanneer Zweden in binnen- en buitenland zich tegoed doen aan kaneelkoeken.
De nationale feestdag van Zweden (Svenska flaggans dag) is 6 juni, een datum die sinds de 19e eeuw als zodanig wordt beschouwd. De dag werd gevierd ter nagedachtenis van 6 juni 1523, toen Gustav Vasa de personele unie met Denemarken afbrak en koning van de zelfstandige staat Zweden werd.

### Literatuur en muziek

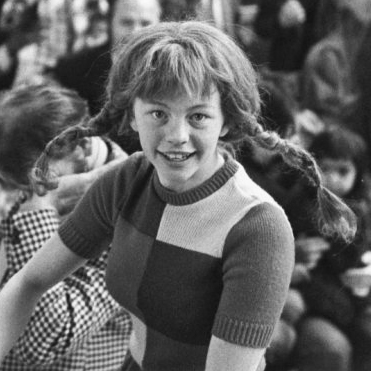
Inger Nilsson als Pippi Langkous

### Bezienswaardigheden

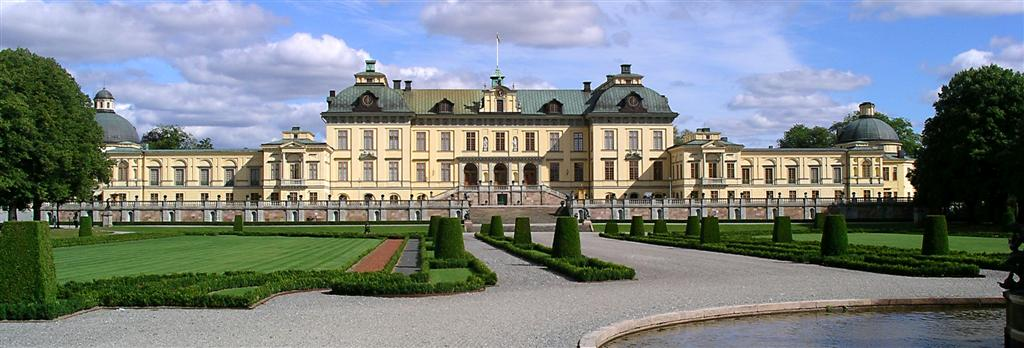
Het koninklijk slot Drottningholm

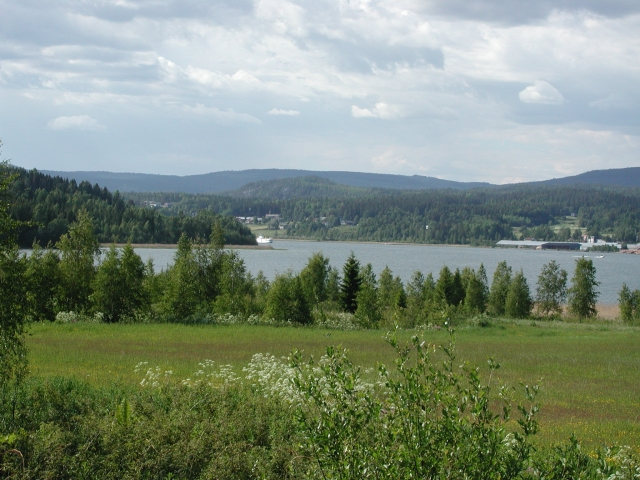
De Hoge kust

## Economie

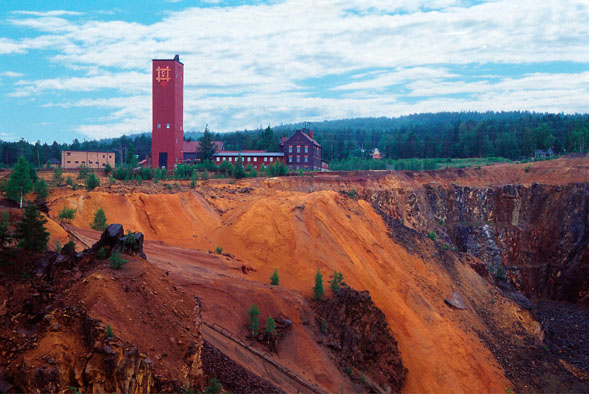
Het mijngebied van de Grote Koperberg was eeuwenlang een belangrijk industriegebied. Hier bevindt zich onder meer de Falun-kopermijn.

### Verkeer en vervoer

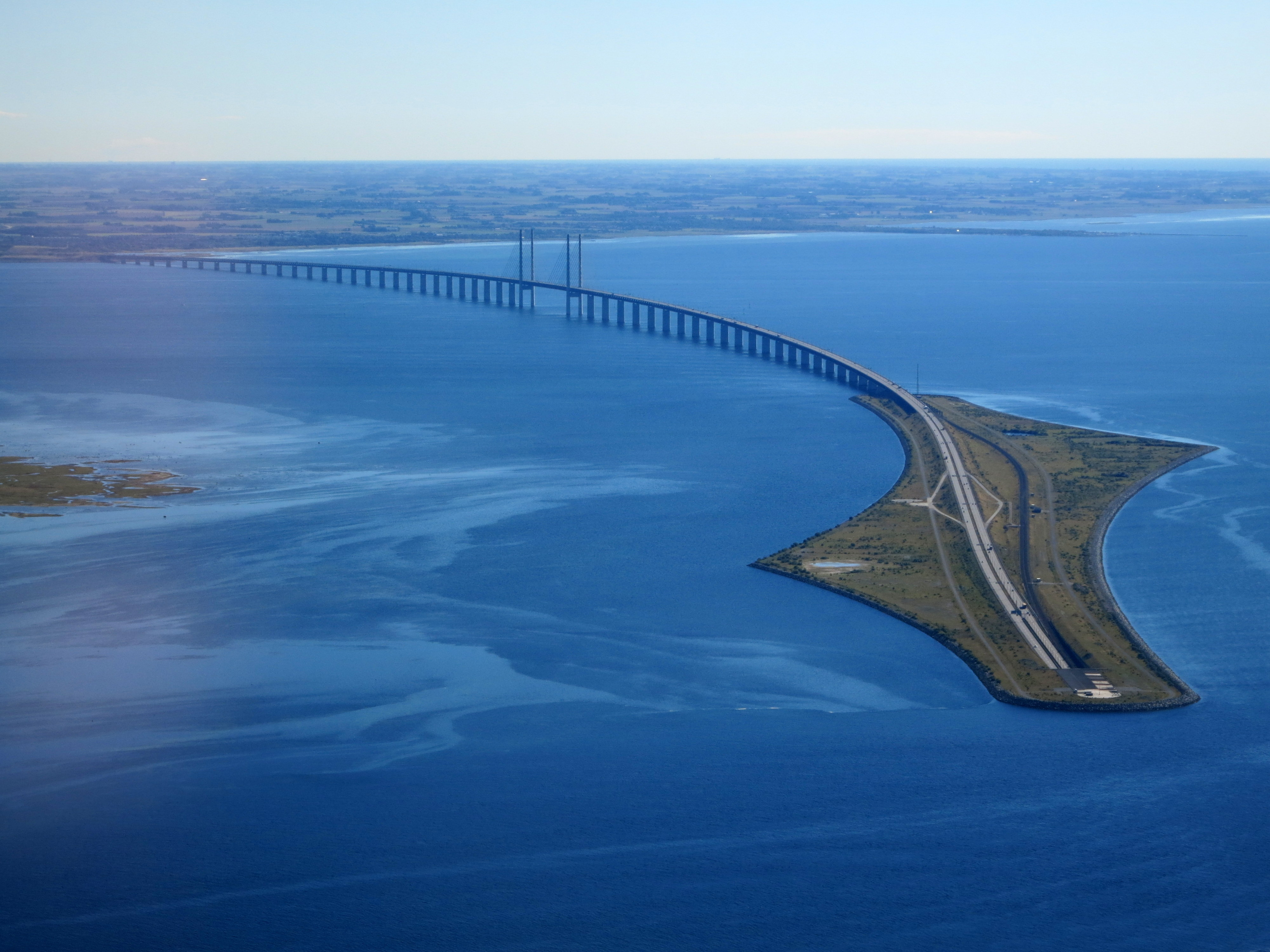
De Sontbrug en Drogdentunnel verbinden Malmö (linksboven) en Kopenhagen